# La Higuera (Córdova)
La Higuera é uma comuna da província de Córdoba, na Argentina.